# Budapest Challenger 1998
Il Budapest Challenger 1998 è stato un torneo di tennis facente parte della categoria ATP Challenger Series nell'ambito dell'ATP Challenger Series 1998. Il torneo si è giocato a Budapest in Ungheria dal 18 al 24 maggio 1998 su campi in terra rossa.

## Vincitori

### Singolare
Marcos Ondruska ha battuto in finale  Davide Sanguinetti con il punteggio di 4–6, 7–5, 7–6

### Doppio
Chris Haggard /  Paul Rosner hanno battuto in finale  Diego del Río /  Grant Silcock con il punteggio di 6–4, 6–2